# Фабио да Силва
Фабио Перейра да Силва (Fábio Pereira da Silva) е бразилски футболист, брат-близнак на Рафаел.
Позицията му е ляв краен защитник. Играе с номер 2. Той е играл за Манчестър Юнайтед около 140 минути и все още има само един отбелязан гол (отбелязва го на 26 февруари 2011г. в мач срещу Уигън Атлетик). Дебютира срещу Тотнъм Хотспър на 24 януари 2009 г. Той, както и брат му, е изключително бърз и енергичен футболист, играещ с голямо желание.